# Gorytes quinquecinctus
Gorytes quinquecinctus är en stekelart som först beskrevs av Fabricius 1793.  Gorytes quinquecinctus ingår i släktet Gorytes, och familjen Crabronidae. Enligt den finländska rödlistan är arten nära hotad i Finland. Enligt den svenska rödlistan är arten sårbar i Sverige. Arten förekommer på Öland och Svealand. Artens livsmiljö är torra gräsmarker.